# Заполярная тундра
Заполя́рная ту́ндра (англ. High Arctic tundra, фр. Toundra du Haut-Arctique) — североамериканский экологический регион тундры, выделяемый Всемирным фондом дикой природы.

## Расположение
Заполярная тундра располагается на значительной части северных островов арктического архипелага, включая острова Королевы Елизаветы, в частности на острове Аксель-Хейберг и острове Элсмир, и на острове Сомерсет и Баффиновой Земле.